# Agrostis wacei
Agrostis wacei är en gräsart som beskrevs av Charles Edward Hubbard. Agrostis wacei ingår i släktet ven, och familjen gräs.
Artens utbredningsområde är Tristan da Cunha. Inga underarter finns listade i Catalogue of Life.